# Waldenburger Bergarbeiterstreik
Der Waldenburger Bergarbeiterstreik von 1869/1870 war der bis dahin größte Bergarbeiterstreik der deutschen Geschichte. Geführt vom liberalen Gewerkverein deutscher Bergarbeiter, endete er mit einer schweren Niederlage der Streikenden. Davon haben sich die Hirsch-Dunckerschen Gewerkvereine nie mehr vollständig erholt.

## Vorgeschichte
Im Jahr 1869 erlebte die Gewerkschaftsbewegung einen starken Aufschwung. Dies war im sozialdemokratischen Lager, aber auch im Umfeld des Linksliberalismus der Fall. Nachdem es nicht gelungen war, den vom ADAV einberufenen Arbeiterschaftskongress im Sinne der Fortschrittspartei zu beeinflussen, wurden die nach ihren maßgeblichen Gründern Max Hirsch und Franz Duncker benannten Hirsch-Dunckerschen Gewerkvereine gegründet. Da viele Arbeiter der Fortschrittspartei zu dieser Zeit noch näher standen als der Sozialdemokratie, erlebten die Gewerkvereine in der Folge einen starken Auftrieb.

## Verlauf
In der niederschlesischen Bergbaustadt Waldenburg im Waldenburger Bergland wurde ebenfalls 1869 unter maßgeblicher Beteiligung von Max Hirsch der Gewerkverein deutscher Bergarbeiter gegründet. Trotz der gemäßigten Ausrichtung wurde die Gründung von den Grubenbesitzern als Bedrohung angesehen. Auf eine Warnung der Arbeitgeber vom 1. Oktober 1869 antwortete die Gewerkschaft mit einer Eingabe, in der sie die Anliegen der Bergarbeiter nach kürzeren Arbeitszeiten, einer besseren Behandlung durch Vorgesetzte und die Festsetzung eines Mindestlohns formulierten. Die Arbeitgeber maßregelten beteiligte Arbeiter und kündigten ihnen teilweise die Werkswohnungen. Daraufhin legten die Bergarbeiter die Arbeit nieder. Es begann am 1. Dezember 1869 der erste große Bergarbeiterstreik in der deutschen Geschichte. Von den über 7400 Bergarbeitern traten etwa 6400 in den Ausstand. Während der gesamten Dauer des Streiks waren daran durchschnittlich 5000 Kumpel beteiligt.
Die Behörden standen weitgehend auf Seiten der Arbeitgeber. Eine Kommission reiste in das Streikgebiet und forderte die Bergleute auf, aus dem Gewerkverein auszutreten. Nur dann sei eine Wiederaufnahme der Arbeit möglich. Darauf gingen die Bergleute nicht ein. Das Preußische Abgeordnetenhaus debattierte über die Ereignisse. Die Streikenden schickten eine Abordnung nach Berlin, um Wilhelm I. die Forderungen der Arbeiter vorzutragen. Der König empfing die Deputation nicht. Dies übernahm der Kronprinz Friedrich Wilhelm.
Bekannte linksliberale Politiker wie Max Hirsch, Hermann Heinrich Becker, Hermann Schulze-Delitzsch, Wilhelm Loewe oder Rudolf Virchow baten um finanzielle Unterstützung. Tatsächlich gingen beträchtliche Spendensummen aus allen Teilen Deutschlands ein. Sie reichten aber nicht aus, um die Streikenden wirksam zu unterstützen. Ohne ausreichende Hilfe versuchten die Bergleute im Kohlerevier im benachbarten Österreichisch-Schlesien Arbeit zu finden, aber die Behörden sperrten die Grenzen. Stattdessen nahmen einige im weit entfernten Ruhrgebiet Arbeit an. Der Streik endete am 24. Januar 1870 mit der Niederlage der Bergarbeiter.

## Folgen
Viele von ihnen wurden nicht wieder angestellt und mussten in andere Reviere abwandern. Insbesondere zogen zahlreiche Arbeiter aus dem Waldenburger Revier nach Dortmund und in andere Städte des Ruhrgebiets. Dies stand mit am Beginn der Zuwanderung aus dem östlichen Deutschland ins Rheinisch-westfälische Revier.
In Schlesien hatte der Großteil der liberalen Presse den Streik abgelehnt. Dies trug dazu bei, dass in dieser Region die Trennung zwischen Arbeiterbewegung und politischem Liberalismus früh erfolgte.
Für die liberalen Gewerkvereine bedeutete die Niederlage einen Rückschlag, von dem sie sich nicht mehr erholen konnten. Der propagierte Interessenausgleich zwischen Kapital und Arbeit schien wenig geeignet, um die Interessen der Arbeiter durchzusetzen. Sie mussten nach Ende des Streiks einen starken Rückgang der Mitgliederzahlen hinnehmen. Gegenüber der sozialdemokratischen Konkurrenz der entstehenden Freien Gewerkschaften gerieten die Gewerkvereine ins Hintertreffen.